# بخش اهوایچا
بخش اهوایچا (به اسپانیایی: Ahuaycha District) یک منطقهٔ مسکونی در پرو است که در منطقه اوانکاولیکا واقع شده‌است.

## خصوصیات
بخش اهوایچا ۹۰٫۹۶ کیلومترمربع مساحت و ۵٬۹۳۹ نفر جمعیت دارد و ۳٬۲۸۰ متر بالاتر از سطح دریا واقع شده‌است.